# Bahnradsport-Weltmeisterschaften 1976
Die Bahnradsport-Weltmeisterschaften 1976 fanden vom 7. bis 10. September 1976 auf der 333 Meter langen Zement-Radrennbahn des Velodromo degli Ulivi im italienischen Monteroni di Lecce statt. Es wurden nur die nicht-olympischen Disziplinen ausgetragen, da im selben Jahr die Olympischen Spiele in Montreal stattfanden. Die deutsche Fachzeitschrift Radsport sprach von Mini-Meisterschaften oder gar „amputierten“ Weltmeisterschaften.
Bei diesen Weltmeisterschaften erklärte die niederländische Fahrerin Keetie van Oosten-Hage ihren Rücktritt vom aktiven Leistungsradsport, nach elf Jahren in der Weltspitze und 15 WM-Medaillen. Allein bei dieser WM in Italien holte sie zweimal Gold: in der Einerverfolgung auf der Bahn sowie beim wenige Tage zuvor ausgetragenen Rennen der Straßen-WM im 80 Kilometer entfernten Ostuni. Auch der Italiener Francesco Moser holte zwei Medaillen: Er wurde Weltmeister in der Einerverfolgung und auf der Straße Vize-Weltmeister.
Bei den Profi-Stehern gelang dem deutschen Titelverteidiger Dieter Kemper keine Qualifikation für den Endlauf. Der Radsport empörte sich: „Können denn entscheidende Rennen bei den Profistehern nie ohne Skandal über die Bühne gehen?“ In einem Vorlauf hatte ein überrundeter italienischer Steher Kemper regelwidrig den Weg versperrt, um seinen Landsmann Attilio Benfatto zu unterstützen. Als Kemper seinerseits regelwidrig links überholte, wurde er disqualifiziert, während die Verstöße des überrundeten Italieners ungeahndet blieben.
Die Radrennbahn in Monteroni, inzwischen Velodromo degli Ulivi-Mario Marini benannt nach dem damaligen Bürgermeister des Ortes, ist seit 1991 nicht mehr im Betrieb und verfiel. Seit 2011 gibt es Bestrebungen, die Bahn zu renovieren und wieder in Betrieb zu nehmen.

## Resultate Frauen
| Disziplin       | Platz | Land               | Athlet                 | Zeit         |
| --------------- | ----- | ------------------ | ---------------------- | ------------ |
| Sprint          | 1     | Vereinigte Staaten | Sheila Young           |              |
|                 | 2     | Vereinigte Staaten | Sue Novara             |              |
|                 | 3     | Tschechien         | Iva Zajíčková          |              |
| Einerverfolgung | 1     | Niederlande        | Keetie van Oosten-Hage | 3:58,92 min. |
| (3000 m)        | 2     | Italien            | Luigina Bissoli        | 4:04,75 min. |
|                 | 3     | Vereinigte Staaten | Mary Jane Reoch        |              |

## Resultate Männer

### Profis
| Disziplin                | Platz | Land                       | Athlet                        | Zeit         |
| ------------------------ | ----- | -------------------------- | ----------------------------- | ------------ |
| Sprint                   | 1     | Australien                 | John Nicholson                |              |
|                          | 2     | Italien                    | Giordano Turrini              |              |
|                          | 3     | Japan                      | Yoshikazu Sugata              |              |
| Einerverfolgung (5000 m) | 1     | Italien                    | Francesco Moser               | 6:00,80 min. |
|                          | 2     | Niederlande                | Roy Schuiten                  | 6:12,00 min. |
|                          | 3     | Norwegen                   | Knut Knudsen                  | 6:06,7 min.  |
| Steherrennen             | 1     | Deutschland Bundesrepublik | Wilfried Peffgen/Dieter Durst |              |
| (100 km)                 | 2     | Niederlande                | Cees Stam/Norbert Koch        |              |
|                          | 3     | Italien                    | Walter Avogadri/Dagnoni       |              |

### Amateure
| Disziplin    | Platz | Land             | Athlet                                 | Zeit                   |
| ------------ | ----- | ---------------- | -------------------------------------- | ---------------------- |
| Tandemrennen | 1     | Polen 1944       | Benedykt Kocot/Janusz Kotliński        | 11,25 (1.), 10,60 (2.) |
|              | 2     | Tschechoslowakei | Ivan Kučírek/Miloš Jelínek             |                        |
|              | 3     | Sowjetunion 1955 | Anatolij Jablunowskyj/Wladimir Semenez | 10,32 (1.), 10,27 min  |
| Steherrennen | 1     | Niederlande      | Gaby Minneboo/Bruno Walrave            | 41:16 min.             |
| (50 km)      | 2     | Spanien 1945     | Bartolomé Caldentey/Antonio Mora       |                        |
|              | 3     | Deutschland      | Rainer Podlesch/Christian Dippel       |                        |